# Ольбрахциці (Опольське воєводство)
Ольбрахциці (пол. Olbrachcice, нім. Olbersdorf) — село в Польщі, у гміні Біла Прудницького повіту Опольського воєводства.
Населення — 341 особа (2011).
У 1975-1998 роках село належало до Опольського воєводства.

## Демографія
Демографічна структура станом на 31 березня 2011 року:
|          | Загалом | Допрацездатний вік | Працездатний вік | Постпрацездатний вік |
| -------- | ------- | ------------------ | ---------------- | -------------------- |
| Чоловіки | 165     | 19                 | 127              | 19                   |
| Жінки    | 176     | 21                 | 111              | 44                   |
| Разом    | 341     | 40                 | 238              | 63                   |